# Steelheart (албум)
 Тази статия е за албума.  За авторите му вижте Стийлхарт.  
Steelheart е първият дългосвирещ албум на американската глем метъл група „Стийлхарт“. Издаден е на 10 юли 1990 г. и е преиздаден с нова корица през 1991 г. Достига № 40 в Billboard 200. Албумът е сертифициран със злато от RIAA през 1991 г.

## Трак лист
- Love Ain't Easy – 3:41 (Миленко Матиевич, Джеймс Уорд)
- Can't Stop Me Lovin' You – 5:06 (Миленко Матиевич)
- Like Never Before – 4:45 (Миленко Матиевич, Джеймс Уорд)
- I'll Never Let You Go – 5:06 (Миленко Матиевич)
- Everybody Loves Eileen – 6:20 (Миленко Матиевич, Джеймс Уорд)
- Sheila – 7:40 (Джеймс Уорд)
- Gimme Gimme – 5:23 (Миленко Матиевич, Джеймс Уорд)
- Rock'n Roll (I Just Wanna) – 4:10 (Миленко Матиевич, Джеймс Уорд)
- She's Gone – 6:30 (Миленко Матиевич)
- Down n' Dirty – 6:42 (Миленко Матиевич, Джеймс Уорд)

## Музиканти в проекта
- Миленко Матиевич – вокал
- Крис Рисола – водеща китара
- Франк ДиКостанцо – ритъм китара
- Джеймс Уорд – бас китара
- Джон Фаулър – барабани

## Гост музиканти
- Заел Ахмад – фонови вокали
- Язид Хан – цигулар
- Джай Уиндинг – пиано на She's Gone

## Допълнителен персонал
- Проектиран от Джеф Копадж, Лори Фумар, Клиф Норел и Пол Нортфийлд
- Смесен от Пол Нортфийлд